# Ньянколе

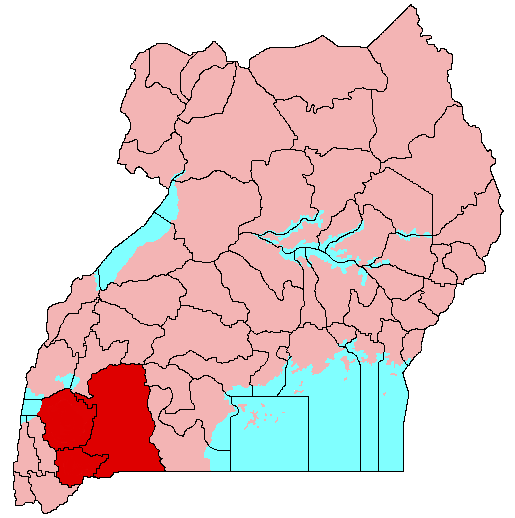
Анколе - историческая территория государства и расселения нколе (анколе) на юге Уганды

Ньянколе, Нколе, Ньянкоре, Руньянкоре, Оруньянкоре — бантуанский язык Уганды, родной язык народа нколе, второго по численности народа Уганды (после ганда). Ньянколе распространён на юго-западе Уганды между озёрами Эдуард и Виктория, в основном этносубрегион и историческую землю Анколе — на юго-востоке Западной области (округа: Бушеньи, Нтунгамо, Мбарара, Кирухура, Ибанда, Исингиро). Ньянколе близок языку Кига и в некоторых описаниях рассматривается как единый язык Нкоре-Кига.
Язык преподаётся в школах, ведётся радиовещание, выходят газеты.

## Пример лексики
- Bwa mbere na mbere hakaba hariho Kigambo; Kigambo ogwo akaba atuura na Ruhanga; kandi Kigambo akaba ari Ruhanga. Ogwo omu kutandika akaba na Ruhanga.

Евангелие Иоанна 1:1-2.
- Традиционное приветствие: Орайрота (Oraire ota).